# أم الضيان
أم الضيان قرية تقع إلى الشرق من مدينة عرعر، بالسعودية وتبعد عنها بمسافة 120 كم بالقرب من الحدود السعودية العراقية. وتبعد عن الطريق الذي يربط عرعر برفحاء مسافة 50 كم.